# Adolph Deutsch
Adolph Deutsch (Londra, 20 ottobre 1897 – Palm Desert, 1º gennaio 1980) è stato un compositore britannico naturalizzato statunitense di colonne sonore cinematografiche.

## Biografia
Adolph Sender Charles Deutsch nacque il 20 ottobre 1897 a Londra , figlio di immigrati tedeschi di religione ebrea, Alex (Alexander) Deutsch e Dena Gerst. Emigrò negli USA nel 1911 e si stabilì a Buffalo, New York.
Nel 1914, Deutsch fu "a Buffalo movie house musician", accompagnando i fil muti. Deutsch iniziò a comporre a Broadway negli anni '20, e nel decennio successivo per film. Per il teatro a Broadway, orchestrò l'opera di Irving Berlin As Thousands Cheer e George e Ira Gershwin Pardon My English.
Deutsch vinse un Oscar per la colonna sonora di Oklahoma!, e per Sette spose per sette fratelli (1954) e Anna prendi il fucile (1950). Fu candidato anche per Spettacolo di varietà (1953) e nel 1951 per Show Boat, ove condusse l'orchestra. Si ritirò nel 1961.
Deutsch morì nel 1980 all'età di 82 anni nella sua casa di Palm Desert, California.

## Filmografia

### Cinema
- Vendetta (They Won't Forget), regia di Mervyn LeRoy (1937)
- L'ultima beffa di Don Giovanni (The Great Garrick), regia di James Whale (1937)
- Swing Your Lady, regia di Ray Enright (1938)
- Racket Busters, regia di Lloyd Bacon (1938)
- La valle dei giganti (Valley of the Giants), regia di William Keighley (1938)
- Nel cuore del Nord (Heart of the North), regia di Lewis Seiler (1938)
- Off the Record, regia di James Flood (1939)
- The Kid from Kokomo, regia di Lewis Seiler (1939)
- Indianapolis Speedway, regia di Lloyd Bacon (1939)
- Angeli senza cielo (Angels Wash Their Faces), regia di Ray Enright (1939)
- Espionage Agent, regia di Lloyd Bacon (1939)
- I fucilieri delle Argonne (The Fighting 69th), regia di William Keighley (1940)
- Il castello sull'Hudson (Castle on the Hudson), regia di Anatole Litvak (1940)
- 3 Cheers for the Irish, regia di Lloyd Bacon (1940)
- Saturday's Children, regia di Vincent Sherman (1940)
- Zona torrida (Torrid Zone), regia di William Keighley (1940)
- Strada maestra (They Drive by Night), regia di Raoul Walsh (1940)
- Flowing Gold, regia di Alfred E. Green (1940)
- Tugboat Annie Sails Again, regia di Lewis Seiler (1940)
- Non mi ucciderete (East of the River), regia di Alfred E. Green (1940)
- Una pallottola per Roy (High Sierra), regia di Raoul Walsh (1941)
- The Great Mr. Nobody, regia di Benjamin Stoloff (1941)
- La femmina di Singapore (Singapore Woman), regia di Jean Negulesco (1941)
- Underground, regia di Vincent Sherman (1941)
- Kisses for Breakfast, regia di Lewis Seiler (1941)
- Fulminati (Manpower), regia di Raoul Walsh (1941)
- Il mistero del falco (The Maltese Falcon), regia di John Huston (1941)
- Sesta colonna (All Through the Night), regia di Vincent Sherman (1942)
- I tre furfanti (Larceny, Inc.), regia di Lloyd Bacon (1942)
- Juke Girl, regia di Curtis Bernhardt (1942)
- Il terrore di Chicago (The Big Shot), regia di Lewis Seiler (1942)
- Agguato ai tropici (Across the Pacific), regia di John Huston (1942)
- You Can't Escape Forever, regia di Jo Graham (1942)
- Mia moglie ha sempre ragione (George Washington Slept Here), regia di William Keighley (1942)
- Il disertore (Lucky Jordan), regia di Frank Tuttle (1942)
- Convoglio verso l'ignoto (Action in the North Atlantic), regia di Lloyd Bacon (1943)
- L'ostaggio (Northern Pursuit), regia di Raoul Walsh (1943)
- Tre giorni di gloria (Uncertain Glory), regia di Raoul Walsh (1944)
- La maschera di Dimitrios (The Mask of Dimitrios), regia di Jean Negulesco (1944)
- Ragazze indiavolate (The Doughgirls), regia di James V. Kern (1944)
- I fuggitivi delle dune (Escape in the Desert), regia di Edward A. Blatt (1945)
- Delitti senza sangue (Danger Signal), regia di Robert Florey (1945)
- L'idolo cinese (Three Strangers), regia di Jean Negulesco (1946)
- Shadow of a Woman, regia di Joseph Santley (1946)
- Una luce nell'ombra (Nobody Lives Forever), regia di Jean Negulesco (1946)
- La donna di fuoco (Ramrod), regia di André De Toth (1947)
- Bagliore a mezzogiorno (Blaze of Noon), regia di John Farrow (1947)
- La bella imprudente (Julia Misbehaves), regia di Jack Conway (1948)
- Smith il taciturno (Whispering Smith), regia di Leslie Fenton (1948)
- Piccole donne (Little Women), regia di Mervyn LeRoy (1949)
- Nella polvere del profondo Sud (Intruder in the Dust), regia di Clarence Brown (1949)
- Stars in My Crown, regia di Jacques Tourneur (1950)
- Il padre della sposa (Father of the Bride), regia di Vincente Minnelli (1950)
- La sbornia di David (The Big Hangover), regia di Norman Krasna (1950)
- Mrs. O'Malley and Mr. Malone, regia di Norman Taurog (1950)
- I tre soldati (Soldiers Three), regia di Tay Garnett (1951)
- La maschera e il cuore (Torch Song), regia di Charles Walters (1953)
- 12 metri d'amore (The Long, Long Trailer), regia di Vincente Minnelli (1954)
- Tè e simpatia (Tea and Sympathy), regia di Vincente Minnelli (1956)
- Supplizio (The Rack), regia di Arnold Laven (1956)
- Bella, affettuosa, illibata cercasi... (The Matchmaker), regia di Joseph Anthony (1958)
- A qualcuno piace caldo (Some Like It Hot), regia di Billy Wilder (1959)
- L'appartamento (The Apartment), regia di Billy Wilder (1960)
- Va nuda per il mondo (Go Naked in the World), regia di Ranald MacDougall (1961)

## Premi Oscar Miglior Colonna Sonora

### Vittorie
- Anna prendi il fucile (1951)
- Sette spose per sette fratelli (1955)
- Oklahoma! (1956)

### Nomination
- Show Boat (1952)
- Spettacolo di varietà (1954)